# Reginald Long
Reginald Long foi um ator e roteirista britânico. Ele trabalhou em cerca de vinte roteiros, incluindo o filme de 1953, The Limping Man.

## Filmografia selecionada
Roteiro
- Ball at Savoy (1936)
- Second Bureau (1936)
- The Wife of General Ling (1937)
- Make-Up (1937)
- The Avenging Hand (1937)
- Code of Scotland Yard (1947)
- The First Gentleman (1948)
- The Limping Man (1953)

Ator
- The Deputy Drummer (1935)
- Beloved Imposter (1936)